# GRANDAME-JAPAN
GRANDAME-JAPAN（グランダム・ジャパン）は、地方競馬全国協会が主催する牝馬限定の世代別ポイント制シリーズである。略称は「GDJ」。

## 概要
牝馬競走の振興と入厩促進を図るため、2010年から創設された。「GRANDAME」とはフランス語の「GRANDE」（偉大な）と「DAME」（婦人）を組み合わせた造語である。キャッチフレーズは「ロジータふたたび」。2016年度の公式サイトにはロジータに加え、仔のカネツフルーヴ、孫のレギュラーメンバーも登場している。

## ポイント
「最終戦及びダートグレード競走」「全国交流競走」「地区内限定重賞」の3つに分けられ、「全国交流競走」で他地区レースに出走した場合は通常より加算したポイントが適用される。
地区分類は「北海道」「東北」「南関東」「北陸・東海・近畿・中四国」「九州」の5ブロックに分けられる。
各世代でポイント累計獲得数3位までの馬の関係者には日本軽種馬協会を通じて賞金が授与される。賞金の授与対象は「シリーズに2戦以上出走」「いずれかの競走で3着以内」「シリーズ最終戦の時点で地方競馬所属」をすべて満たす馬となっている。また賞金の按分は馬主9割：調教師1割となっている。
2017年より3歳・古馬シーズン最終戦におけるエクストラポイントが追加され、地方馬最先着、地方馬内2着、地方馬内3着の馬にそれぞれポイントが加算されることになった。
| レース区分                 | 1着 | 2着 | 3着 | 4着 | 5着 | 6着以下 |
| -------------------------- | --- | --- | --- | --- | --- | ------- |
| 最終戦・ダートグレード競走 | 30  | 25  | 20  | 15  | 10  | 5       |
| 全国交流競走（他地区出走） | 15  | 9   | 7   | 5   | 3   | 1       |
| 全国交流競走（自地区出走） | 10  | 6   | 4   | 2   | 1   | 0       |
| 地区内限定重賞             | 7   | 4   | 3   | 2   | 1   | 0       |

|                                 | 地方馬最先着 | 地方馬内2着 | 地方馬内3着 |
| ------------------------------- | ------------ | ----------- | ----------- |
| エクストラポイント（3歳・古馬） | 15           | 10          | 5           |

- 競走中止・発走除外などで着順なしの場合は全て0ポイント。
- 同着時はポイントの案分はせず、そのまま加算する。
- 最終獲得ポイントが同点だった場合は、最終戦の着順にて順位を決定する。

## 対象競走
レース体系は「2歳」「3歳（春季限定）」「古馬（春季）」「古馬（秋季）」の4つに分けられ、それぞれ行なわれる。
地区名がかっこ書きのものは、所属地区の馬か否かにかかわらずポイントが変わらないもの（ダートグレード競走ならびに最終戦）を示す。
以下の競走一覧は2024年のものによる。

### 2歳シーズン
賞金は1位300万円、2位200万円、3位100万円。賞金配分は馬主90%、調教師10%。
| レース名             | 開催地 | 地区             | ポイント適用       | 備考 |
| -------------------- | ------ | ---------------- | ------------------ | --- |
| 園田プリンセスカップ | 園田   | 北陸・東海・近畿 | 全国交流競走       | |
| 金沢シンデレラカップ | 金沢   | 北陸・東海・近畿 | 全国交流競走       | 2016年に対象競走に追加。2021年は対象外。                                                                                       |
| エーデルワイス賞     | 門別   | （北海道）       | ダートグレード競走 | |
| ラブミーチャン記念   | 笠松   | 北陸・東海・近畿 | 全国交流競走       | 2014年に「プリンセス特別」から改称。                                                                                           |
| ローレル賞           | 川崎   | 南関東           | 全国交流競走       | |
| プリンセスカップ     | 盛岡   | 東北             | 全国交流競走       | 2012年に対象競走に追加・重賞格上げ。 2019年は11月25日に施行予定であったものの取り止め。 2020年までは水沢競馬場での開催だった。 |
| 東京2歳優駿牝馬      | 大井   | （南関東）       | 最終戦             | |

### 3歳シーズン
賞金は1位400万円、2位200万円、3位100万円。賞金配分は馬主90%、調教師10%。
| レース名           | 開催地 | 地区             | ポイント適用               | 備考                     |
| ------------------ | ------ | ---------------- | -------------------------- | ------------------------ |
| 桜花賞             | 浦和   | 南関東           | 全国交流競走               |                          |
| ル・プランタン賞   | 佐賀   | 九州             | 全国交流競走               |                          |
| 東海クイーンカップ | 名古屋 | 北陸・東海・近畿 | 全国交流競走               | 2012年に対象競走に追加。 |
| 東京プリンセス賞   | 大井   | 南関東           | 地区内限定重賞             |                          |
| のじぎく賞         | 園田   | 北陸・東海・近畿 | 全国交流競走               |                          |
| 留守杯日高賞       | 水沢   | 東北             | 全国交流競走               |                          |
| 関東オークス       | 川崎   | （南関東）       | ダートグレード競走・最終戦 |                          |

### 古馬シーズン
賞金は1位1000万円、2位200万円、3位100万円。賞金配分は馬主90%、調教師10%。

#### 春季
| レース名                 | 開催地 | 地区             | ポイント適用               | 備考 |
| ------------------------ | ------ | ---------------- | -------------------------- | --- |
| クイーン賞               | 船橋   | （南関東）       | ダートグレード競走         | 2024年に対象競走に追加。 |
| レジーナディンヴェルノ賞 | 高知   | 中国・四国       | 全国交流競走               | 2024年新設。 |
| ブルーリボンマイル       | 笠松   | 北陸・東海・近畿 | 全国交流競走               | 2024年新設。 |
| 若草賞土古記念           | 名古屋 | 北陸・東海・近畿 | 全国交流競走               | 2011年に対象競走（当時は3歳シーズン）に追加。 2013年までは福山競馬場で開催。 2023年に「若草賞」から改称。 2024年より競走条件が変更され、3歳シーズン対象競走から古馬シーズン対象競走へ変更。 |
| 兵庫女王盃               | 園田   | 北陸・東海・近畿 | ダートグレード競走         | 2024年新設。 |
| 佐賀ヴィーナスカップ     | 佐賀   | 九州             | 全国交流競走               | 2018年に対象競走に追加。 |
| エンプレス杯             | 川崎   | （南関東）       | ダートグレード競走・最終戦 | 2024年に対象競走に追加。 |

#### 秋季
| レース名                       | 開催地   | 地区             | ポイント適用               | 備考                                                |
| ------------------------------ | -------- | ---------------- | -------------------------- | --------------------------------------------------- |
| スパーキングレディーカップ     | 川崎     | （南関東）       | ダートグレード競走         | 2011年に対象競走に追加。                            |
| ノースクイーンカップ           | 門別     | 北海道           | 全国交流競走               |                                                     |
| 兵庫サマークイーン賞           | 園田     | 北陸・東海・近畿 | 全国交流競走               |                                                     |
| 読売レディス杯                 | 金沢     | 北陸・東海・近畿 | 全国交流競走               | 2021年のみ対象競走から外れる（競走記事参照）。      |
| ブリーダーズゴールドカップ     | 門別     | （北海道）       | ダートグレード競走         | 2014年に対象競走に追加。                            |
| ビューチフル・ドリーマーカップ | 盛岡     | 東北             | 全国交流競走               | 2010年・2012年 - 2020年・2023年は水沢競馬場で施行。 |
| 秋桜賞                         | 名古屋   | 北陸・東海・近畿 | 全国交流競走               |                                                     |
| レディスプレリュード           | 大井     | （南関東）       | ダートグレード競走         | 2011年に「TCKディスタフ」から改称。                 |
| JBCレディスクラシック          | 持ち回り |                  | ダートグレード競走・最終戦 | 2024年に対象競走に追加。                            |

### 過去の対象競走
| 区分 | レース名               | 開催地 | 地区   | ポイント適用   | 備考                     |
| ---- | ---------------------- | ------ | ------ | -------------- | ------------------------ |
| 古馬 | トゥインクルレディー賞 | 大井   | 南関東 | 地区内限定重賞 | 2010年をもって競走廃止。 |

## 歴代チャンピオン

### 3歳シリーズ（2010年～）
| 実施年 | チャンピオン馬     | 所属 | 獲得P      | 桜花   | 若草   | 日高     | ル・プラ | 東海Q  | 東京P    | のじぎく | 関オー |
| ------ | ------------------ | ---- | ---------- | ------ | ------ | -------- | -------- | ------ | -------- | -------- | ------ |
| 2010年 | エレーヌ           | 笠松 | 43ポイント | 不出走 | -      | 1着      | 1着      | -      | 所属外   | 1着      | 6着    |
| 2011年 | マンボビーン       | 兵庫 | 34ポイント | 中止   | 2着    | 不出走   | 1着      | -      | 所属外   | 1着      | 11着   |
| 2012年 | メイレディ         | 兵庫 | 29ポイント | 不出走 | 2着    | 不出走   | 1着      | 不出走 | 所属外   | 2着      | 不出走 |
| 2013年 | エイシンルンディー | 笠松 | 34ポイント | 5着    | 不出走 | 2着      | 1着      | 不出走 | 所属外   | 7着      | 5着    |
| 2014年 | トーコーニーケ     | 兵庫 | 45ポイント | 不出走 | 1着    | 不出走   | 不出走   | 1着    | 所属外   | 1着      | 2着    |
| 2015年 | トーコーヴィーナス | 兵庫 | 31ポイント | 2着    | 不出走 | 不出走   | 不出走   | 1着    | 所属外   | 1着      | 7着    |
| 2016年 | クラトイトイトイ   | 船橋 | 39ポイント | 不出走 | 1着    | 不出走   | 不出走   | 1着    | 不出走   | 2着      | 不出走 |
| 2017年 | ステップオブダンス | 大井 | 29ポイント | 5着    | 不出走 | 不出走   | 不出走   | 不出走 | 3着      | 不出走   | 3着    |
| 2018年 | ゴールドパテック   | 川崎 | 33ポイント | 7着    | 不出走 | 不出走   | 不出走   | 不出走 | 3着      | 不出走   | 2着    |
| 2019年 | トーセンガーネット | 浦和 | 42ポイント | 1着    | 不出走 | 不出走   | 不出走   | 不出走 | 1着      | 不出走   | 3着    |
| 2020年 | アクアリーブル     | 船橋 | 47ポイント | 1着    | 不出走 | 不出走   | 不出走   | 不出走 | 1着      | 不出走   | 2着    |
| 2021年 | ケラススヴィア     | 浦和 | 47ポイント | 1着    | 不出走 | 不出走   | 不出走   | 不出走 | 1着      | 不出走   | 2着    |
| 2022年 | スピーディキック   | 浦和 | 42ポイント | 1着    | 不出走 | 不出走   | 不出走   | 不出走 | 1着      | 不出走   | 3着    |
| 2023年 | マルグリッド       | 兵庫 | 36ポイント | 不出走 | 不出走 | 不出走   | 1着      | 不出走 | 不出走   | 2着      | 5着    |
| 実施年 | チャンピオン馬     | 所属 | 獲得P      | 桜花   | 日高   | ル・プラ | 東海Q    | 東京P  | のじぎく | 関オー   |        |
| 2024年 | グラインドアウト   | 高知 | 50ポイント | 不出走 | 不出走 | 1着      | 不出走   | 不出走 | 4着      | 3着      |        |
| 2025年 | コパノエミリア     | 愛知 | 60ポイント | 不出走 | 不出走 | 不出走   | 1着      | 不出走 | 1着      | 2着      |        |

### 古馬秋季シリーズ（2010年～）
| 実施年 | チャンピオン馬     | 所属   | 獲得P      | SLC      | 読売   | サマー | BD杯   | TL賞   | NQC    | 秋桜   | レディ |        |
| ------ | ------------------ | ------ | ---------- | -------- | ------ | ------ | ------ | ------ | ------ | ------ | ------ | ------ |
| 2010年 | キーポケット       | 兵庫   | 27ポイント | -        | 1着    | 2着    | 不出走 | 所属外 | 不出走 | 2着    | 15着   |        |
| 2011年 | エーシンクールディ | 笠松   | 40ポイント | 不出走   | 1着    | 1着    | 不出走 | -      | 不出走 | 1着    | 3着    |        |
| 2012年 | エーシンクールディ | 笠松   | 29ポイント | 不出走   | 1着    | 3着    | 不出走 | -      | 不出走 | 2着    | 4着    |        |
| 2013年 | アスカリーブル     | 船橋   | 22ポイント | 不出走   | 不出走 | 2着    | 2着    | -      | 不出走 | 不出走 | 6着    |        |
| 実施年 | チャンピオン馬     | 所属   | 獲得P      | 佐賀ヴィ | SLC    | 読売   | サマー | BD杯   | BGC    | NQC    | 秋桜   | レディ |
| 2014年 | アスカリーブル     | 船橋   | 28ポイント | -        | 9着    | 不出走 | 2着    | 1着    | 不出走 | 不出走 | 不出走 | 7着    |
| 2015年 | サンバビーン       | 北海道 | 32ポイント | -        | 不出走 | 不出走 | 不出走 | 1着    | 7着    | 1着    | 不出走 | 5着    |
| 2016年 | トーコーヴィーナス | 兵庫   | 41ポイント | -        | 不出走 | 1着    | 2着    | 不出走 | 不出走 | 不出走 | 1着    | 2着    |
| 2017年 | ララベル           | 大井   | 37ポイント | -        | 2着    | 不出走 | 不出走 | 不出走 | 不出走 | 不出走 | 不出走 | 4着    |
| 2018年 | ディアマルコ       | 高知   | 52ポイント | 1着      | 不出走 | 4着    | 1着    | 不出走 | 不出走 | 不出走 | 1着    | 8着    |
| 2019年 | クレイジーアクセル | 大井   | 52ポイント | 不出走   | 不出走 | 不出走 | 不出走 | 1着    | 不出走 | 1着    | 不出走 | 4着    |
| 2020年 | サラーブ           | 大井   | 46ポイント | 不出走   | 6着    | 2着    | 不出走 | 不出走 | 不出走 | 不出走 | 1着    | 5着    |
| 2021年 | グランデストラーダ | 大井   | 45ポイント | 不出走   | 3着    | -      | 不出走 | 不出走 | 不出走 | 不出走 | 1着    | 5着    |
| 2022年 | ダノンレジーナ     | 浦和   | 47ポイント | 1着      | 不出走 | 不出走 | 1着    | 不出走 | 不出走 | 不出走 | 1着    | 9着    |
| 2023年 | ジュランビル       | 大井   | 38ポイント | 1着      | 不出走 | 4着    | 2着    | 不出走 | 不出走 | 不出走 | 3着    | 10着   |
| 実施年 | チャンピオン馬     | 所属   | 獲得P      | SLC      | サマー | NQC    | 読売   | BGC    | BD杯   | 秋桜   | レディ | JBC    |
| 2024年 | キャリックアリード | 大井   | 55ポイント | 2着      | 不出走 | 不出走 | 不出走 | 不出走 | 不出走 | 1着    | 不出走 | 6着    |

### 古馬春季シリーズ（2024年～）
| 実施年 | チャンピオン馬     | 所属   | 獲得P      | クイーン | レジーナ | BRM    | 若草土古 | 兵庫女王 | 佐賀ヴィ | エンプ杯 |
| ------ | ------------------ | ------ | ---------- | -------- | -------- | ------ | -------- | -------- | -------- | -------- |
| 2024年 | キャリックアリード | 大井   | 70ポイント | 3着      | 不出走   | 不出走 | 不出走   | 4着      | 不出走   | 3着      |
| 2025年 | サンオークレア     | 北海道 | 55ポイント | 不出走   | 1着      | 不出走 | 不出走   | 4着      | 不出走   | 5着      |

### 2歳シリーズ
| 実施年 | チャンピオン馬     | 所属   | 獲得P      | 園田   | エーデ | 金沢   | ローレ | ラブミ | プリC  | 東京2  |
| ------ | ------------------ | ------ | ---------- | ------ | ------ | ------ | ------ | ------ | ------ | ------ |
| 2010年 | クラーベセクレタ   | 船橋   | 27ポイント | 不出走 | 4着    | -      | 不出走 | 不出走 | -      | 1着    |
| 2011年 | ショコラヴェリーヌ | 大井   | 17ポイント | 不出走 | 不出走 | -      | 2着    | 不出走 | -      | 3着    |
| 2012年 | カツゲキドラマ     | 笠松   | 32ポイント | 1着    | 不出走 | -      | 4着    | 1着    | 不出走 | 4着    |
| 2013年 | カクシアジ         | 北海道 | 47ポイント | 1着    | 7着    | -      | 不出走 | 1着    | 1着    | 不出走 |
| 2014年 | ジュエルクイーン   | 愛知   | 35ポイント | 不出走 | 2着    | -      | 不出走 | 1着    | 不出走 | 5着    |
| 2015年 | モダンウーマン     | 川崎   | 50ポイント | 不出走 | 2着    | -      | 不出走 | 1着    | 不出走 | 1着    |
| 2016年 | アップトゥユー     | 川崎   | 45ポイント | 不出走 | 2着    | 不出走 | 1着    | 不出走 | 不出走 | 2着    |
| 2017年 | エグジビッツ       | 北海道 | 44ポイント | 3着    | 不出走 | 1着    | 不出走 | 3着    | 1着    | 不出走 |
| 2018年 | アークヴィグラス   | 大井   | 50ポイント | 不出走 | 1着    | 不出走 | 1着    | 不出走 | 不出走 | 1着    |
| 2019年 | テーオーブルベリー | 北海道 | 39ポイント | 2着    | 不出走 | 不出走 | 不出走 | 1着    | 取止   | 2着    |
| 2020年 | ケラススヴィア     | 浦和   | 30ポイント | 不出走 | 不出走 | 不出走 | 1着    | 不出走 | 不出走 | 1着    |
| 2021年 | スピーディキック   | 浦和   | 40ポイント | 不出走 | 1着    | -      | 不出走 | 不出走 | 不出走 | 1着    |
| 2022年 | ボヌールバローズ   | 大井   | 30ポイント | 不出走 | 不出走 | 不出走 | 不出走 | 1着    | 不出走 | 2着    |
| 2023年 | シトラルテミニ     | 北海道 | 40ポイント | 2着    | 不出走 | 1着    | 不出走 | 2着    | 不出走 | 4着    |
| 2024年 | エイシンマジョリカ | 北海道 | 45ポイント | 不出走 | 2着    | 不出走 | 不出走 | 不出走 | 不出走 | 3着    |

### 各年の開催方式・結果の出典
- 地方競馬全国協会（2015年1月1日閲覧）
  - 2010年、2011年、2012年、2013年、2014年、2015年、2016年、2017年、2018年、2019年、2020年、2021年、2022年